# Mohamed Louafa
Mohamed Louafa (ou El Ouafa) est un homme politique et diplomate marocain né en 1948 à Ouazguita dans la province Al Haouz  et mort le 27 décembre 2020. Il était ministre délégué auprès du chef du gouvernement, chargé des Affaires générales et de la Gouvernance jusqu'au 5 avril 2017, date à laquelle le roi Mohammed VI a nommé le nouveau gouvernement dirigé par Saâdeddine El Othmani .

## Biographie
Mohamed Louafa est titulaire d'une licence en sciences économiques de l'université Mohammed V de Rabat, d'un diplôme d'études supérieures (DES) en sciences économiques de la Faculté de droit de Paris et d'un diplôme du 3e cycle de l'Institut d'étude du développement économique et social (IEDES) de l'université Paris 1 Panthéon-Sorbonne. En 1976, il occupe le poste de maître-assistant à la faculté de droit de Rabat.
Lors des législatives de 1977, il se présente sous les couleurs du parti de l'Istiqlal dans sa ville natale et gagne son siège à la Chambre des représentants, poste qu'il gardera lors des législatives de 1984 et 1993. Il a par ailleurs présidé le conseil municipal de Marrakech entre 1983 et 1992.
Ancien membre du comité exécutif du Parti de l'Istiqlal, ex-ambassadeur du Maroc en Inde et au Népal (2000-2004), en Iran et au Tadjikistan (2006 -2009) et puis au Brésil, Paraguay, Surinam et Guyana (2009-2011).
Le 9 juillet 2013, il refuse de démissionner de son poste à la suite de la décision prise par son parti de quitter le gouvernement,, et maintient son poste à l'Éducation nationale. Il est suspendu et exclu par conséquent de son parti le 12 juillet 2013.
Le 10 octobre 2013, il est nommé ministre délégué auprès du Chef du gouvernement, chargé des Affaires générales et de la Gouvernance dans le gouvernement Benkiran II. 
Il est décédé le dimanche 27 décembre 2020 , des suites de complications de santé, dues au Covid-19 qu'il avait contracté